# Пять препятствий (буддизм)
Пять препятствий (панча ниварани, пали  pañca nīvaraṇāni) — в буддийской традиции определяются как умственные факторы, препятствующие прогрессу в медитации, а также психологические преграды к освобождению. В традиции тхеравады эти факторы конкретно определены как препятствия для достижения дхьян (стадий концентрации) в практике медитации. В традиции махаяны ими считаются препятствия для медитации успокоения (шаматха).
К пяти ниваранам относят:
1. чувственное желание, любовное вожделение (камаччханда, пали kāmacchanda): стремление получить удовольствие с помощью пяти органов чувств: зрения, звука, запаха, вкуса и тактильных ощущений.
2. злоба, злобность (вьяпада, пали vyāpāda): чувства враждебности, негодования, ненависти и горечи.
3. лень-и-апатия, (тхина-миддха, пали thīna-middha): физическая и психическая апатия, тупость, вялые действия с малой или нулевой концентрацией.
4. беспокойство и неугомонность (удхачча-куккучча, пали uddhacca-kukkucca): неспособность успокоить ум.
5. сомнение (вичикиччха, пали vicikiccha): недостаток убеждённости или доверия.

## Этимология
По словам Гила Фронсдала, на пали термин ниварана означает покрытие. Фронсдал утверждает, что эти препятствия скрывают: ясность нашего ума и нашу способность быть внимательными, мудрыми, сосредоточенными и целеустремлёнными. В словаре Рис-Дэвидс палийский термин ниварана относится к препятствию или помехе только в этическом смысле.

## В палийской литературе

### В палийском каноне
В «Самьютта-никае» палийского канона в нескольких суттах пять препятствий сопоставляются с семью факторами просветления (бодджханга). Например, в Аварана сутте СН 46.37 Будда заявил:
Монахи, есть эти пять препятствий, помех, искажений ума, ослабляющих мудрость. Какие пять? Чувственное желание ... недоброжелательность... лень и апатия... неугомонность и сожаление... сомнение...
Существуют, монахи, эти семь факторов просветления, которые являются не-препятствиями, не-помехами, не-загрязнениями ума, не-ослабителями мудрости; будучи развитыми и взращеными, они приводят к реализации плода истинного знания и освобождения. Какие семь? Осознанность как фактор просветления как не-препятствие… исследование феноменов… усердие… восторг… безмятежность… сосредоточение... невозмутимость....
В Сатипатхана-сутте МН 10 говорится о постижении и преодолении пяти препятствий:
Как, монахи, живёт монах, созерцая умственные объекты в умственных объектах пяти препятствий? Здесь, монахи, когда присутствует чувственное желание, монах знает: «Во мне есть чувственное желание», или когда чувственное желание отсутствует, он знает: «Во мне нет чувственного желания». Он знает, как происходит возникновение непроявленного чувственного желания; он знает, как происходит отказ от возникшего чувственного желания; и он знает, как в будущем может происходить невозникновение покинутого чувственного желания.
Каждое из оставшихся четырёх препятствий рассматривается аналогичным образом в последующих разделах сутты.
В Саманняпхала сутте ДН 2 Будда приводит метафорическое сравнение препятствий:
Так же точно, великий царь, и монах, не отказавшись от этих пяти преград, видит себя словно в долгу, словно в болезни, словно в темнице, словно в рабстве, словно на труднопроходимой дороге.
В Сангарава сутте СН 46.55 Будда сравнивает чувственное желание с поиском чёткого отражения в воде, смешанной с лаком, куркумой и красителями; недоброжелательность с кипятком; лень с водой, покрытой растениями и водорослями; беспокойство и неугомонность со взболтанной ветром водой; и сомнение с «грязной, взболтанной водой, стоящей в темноте».

### В постканонической палийской литературе
| чувственное желание                                                    | первая дхьяна на основе телесной нечистоты                   | анагамин или архат |
| злобность                                                              | первая джхана на основе на метты                             | анагамин           |
| лень и апатия                                                          | восприятие света                                             | архат              |
| беспокойство и неугомонность                                           | умиротворённость                                             | архат и анагамин   |
| сомнение                                                               | определение явлений дхаммававаттхана (пали dhammavavatthāna) | сотапанна          |
| Методы и пути устранения препятствий, перечисленные в Палийском каноне |                                                              |                    |

Согласно Вимуттимагге, экзегетическому тексту, созданному в I веке, пять препятствий включают в себя десять «оков»: к чувственному желанию относится любая страстная привязанность; к недоброжелательности — все нездоровые состояния ненависти; к лени и апатии, беспокойству и неугомонности и сомнениям относятся все нездоровые состояния привязанности. Вимуттимагга далее уточняет, что лень относится к ментальным состояниям, апатия — к физическим, возникающим в результате еды, времени суток или психических состояний. Если апатия возникает из-за еды или времени, то его устраняют за счёт энергии; в противном случае от него можно избавиться с помощью медитации. Кроме того, Вимутимагга выделяет четыре типа сомнений:
- сомнение относительно существования Я — помеха для спокойствия;
- сомнение в отношении Четырёх благородных истин и трёх миров является препятствием для постижения;
- сомнение в отношении Трёх драгоценностей является препятствием как для спокойствия, так и для постижения;
- сомнение относительно мест и людей является препятствием для «недоктринальных» вещей;
- сомнения в отношении сутт — помеха уединению.

Согласно комментарию Сараттхапакасини (IAST: Sāratthappakāsinī) к Самъютта-никае, созданному в V веке Буддхагхошей, препятствий можно мгновенно избежать методом подавления или озарения в состоянии дхьяны, кроме того препятствия можно устранить путём достижения одной из четырёх стадий просветления (см. таблицу).

## Пять дхьянических факторов
Дхьяны достигаются путем полного подавления пяти ментальных препятствий путём развития противодействующих им пяти факторов. Согласно традиции тхеравады это:
1. витакка, пали vitakka («приложенная мысль», «грубое исследование») — противодействует лени и апатии;
2. вичара, пали vicāra («постоянная/устойчивая мысль», «точное исследование») — противодействует сомнению;
3. пити, пали pīti (восторг, благополучие) — противодействует недоброжелательности;
4. сукха, пали sukha (нечувственное удовольствие) — противодействует беспокойству и неугомонности;
5. экаггата, пали ekaggatā (однонаправленность внимания) — противодействует чувственному желанию.